# Black Brook (Wisconsin)
Black Brook è un comune degli Stati Uniti, situato in Wisconsin, nella Contea di Polk.